# Aristolochia trilobata
Aristolochia trilobata även svanspipranka är en piprankeväxtart som beskrevs av Carl von Linné. Aristolochia trilobata ingår i släktet piprankor, och familjen piprankeväxter. Inga underarter finns listade i Catalogue of Life.